# Anmary
Anmary, pseudonimo di Linda Amantova (Gulbene, 3 marzo 1980), è una cantante lettone.

## Biografia
Dopo aver vinto la selezione nazionale Eirodziesmas 2012, Anmary ha rappresentato il suo paese all'Eurovision Song Contest 2012, a Baku, con la canzone Beautiful song nella prima semifinale della competizione, senza raggiungere la finale.
Nel 2013 ha dato conto dei voti assegnati dalla Lettonia all'ESC.
Anmary si è laureata alla Jāzepa Vītola Latvijas Mūzikas akadēmija (Scuola lettone di musica Jāzeps Vītols) e ha partecipato al talent show Talentu Fabrika 2 arrivando seconda.